# Александър Турунджев
Александър Ташев Турунджев, наричан още Алексо Турундже или Алеко Туранджа е български революционер, лерински войвода на Вътрешната македоно-одринска революционна организация.

## Биография
Турунджев е роден в 1872 година в леринското село Горно Върбени (Екши Су), тогава в Османската империя, днес Ксино Неро, Гърция. Още съвсем млад влиза във ВМОРО и първоначално изпълнява терористични задачи. Негов брат е революционерът Пандо Турунджев. От 1902 година е четник при поручик Георги Папанчев, а от юни 1903 година оглавява самостоятелна чета в Леринско. Участва в Илинденското въстание и заедно с четата на Михаил Чеков и Георги Попхристов нападат гарата в Екши Су, където въстават 200 души от местното население. След погрома на въстанието е сред малкото ръководители, останали във вътрешността на Македония и участва във възстановяването на организационната мрежа в Леринско. Според гръцки източници убива на 13 май 1904 година андартите Вангел Георгиев и Стерьос Волиотис от Сребрено между Суровичево и Айтос.
През април 1904 година е предаден от Митре Гинков в село Айтос и е заловен. В 1905 година е обесен на Ат пазар в Битоля. Гробът му е в гробището в двора на църквата „Света Неделя“.

## Памет
На Алеко Туранджа е наречена улица в квартал „Разсадник-Коньовица“ в София (Карта).